# Горна-Мелна
Горна-Ме́лна (болг. Горна Мелна) — село в Болгарии. Находится в Перникской области, входит в общину Трын. Население составляет 10 человек.

## Политическая ситуация
Горна-Мелна подчиняется непосредственно общине и не имеет своего кмета.
Кмет (мэр) общины Трын — Станислав Антонов Николов (Граждане за европейское развитие Болгарии (ГЕРБ)) по результатам выборов.